# Little Island (Australia Meridionale)
L'isola di Little (in inglese: Little Island) è un'isola australiana sita nel golfo di Spencer, sulla punta meridionale della penisola di Eyre.

## Geografia
L'isola è situata circa 28 km a sud-est del centro regionale di Port Lincoln, fra la penisola di Jussieu ad ovest, Lewis Island (dalla quale è separata da un braccio di mare di 926 m) a sud-est, Smith Island (dalla quale dista 2,8 km) a sud e Grindal Island a nord.
Little Island si è formata circa 8400 anni fa, quando il livello del mare cominciò ad innalzarsi all'inizio dell'Olocene. L'isola è composta essenzialmente di rocce granitiche, con l'erosione che ne ha determinato una forma "a cuore" con la punta diretta verso nord-ovest: ciascuna delle due sezioni in cui l'isola è divisa presenta uno strato affiorante di calcarenite.

L'isola presenta altezza massima di 8 m sul livello del mare: mentre la porzione nord-occidentale si alza dolcemente dal fondale, quella orientale cade a strapiombo sul mare. La mancanza di attracchi naturali riparati dalle correnti e dalle onde e la natura accidentata del terreno fanno sì che Little Island risulti estremamente difficile da raggiungere sia via mare che via aria.

## Storia
L'isola prende il nome da John Little, uno degli 8 membri dell'equipaggio dell'HMS Investigator (i quali danno il nome a tutte le isole del gruppo di Taylor Island) al comando di Matthew Flinders che persero la vita il 21 febbraio 1802 quando il cutter sul quale stavano andando a cercare acqua potabile sulla terraferma venne ribaltata dalle onde. Little Island venne battezzata il 24 febbraio di quell'anno, dopo essere stata avvistata per la prima volta da europei quattro giorno prima.
Fin dal 1965 l'isola, assieme a numerose altre del gruppo di Taylor Island, venne dichiarata area protetta: a lungo parte del Lincoln National Park, dal 30 settembre 2004 Lewis Island è entrata a far parte dell'area protetta di Memory Cove Wilderness Protection Area e dal dicembre 2012 le acque adiacenti l'isola e quelle circostanti sono divenute parte dell'area marina protetta di Thorny Passage Marine Park.

## Flora e fauna
L'isola presenta copertura a macchia mediterranea dominata dall'Atriplex paludosa.
Su Little Island sono stati censiti nel 1996 la beccaccia di mare fuligginosa, il gabbiano pacifico e una colonia di leoni marini australiani.